# Caversham
Caversham Dunedin egyik régi külvárosa, Új-Zéland Déli-szigetén. A külváros a várost alkotó központi síkság nyugati végénél helyezkedik el a meredek hegyoldalak között húzódó Caversham-völgy szájánál, mely hegyoldalak egészen a Lookout Point hegygerinc nyergéig törnek a magasba. Délen fontosabb főútvonal és vasútvonal található, ez utóbbi a South Island Main Trunk, mely keresztülvág a külvároson , illetve egy elkerülő út érinti a külváros kereskedelmi övezetét, mely összeköti Dunedin egyirányú utcahálózatát a Dunedin Southern Motorway útvonalával. A külvárost számos buszjárat köti össze Dunedin központjával és a környező külvárosokkal.
A külvárost a gazdag telepes William Henry Valpy alapította és a település nevében visszatükröződnek az alapító rokoni szálai az Angliában, Berkshireben található Readinggel. Caversham gyorsan fejlődésnek indult a közép-otagói aranyláz idején az 1860-as években, mivel az Otago felé vezető utak közelében feküdt a település. A 19. század végére, Caversham már erősen iparosodott volt, valamint népességét már számos képzett, vagy kevésbé iskolázott kereskedő alkotta. Ez, valamint a közösség erős protestáns gyökerei elvezettek oda, hogy politikai értelemben általánosságban baloldali beállítottságú területté vált. Caversham korai történelme volt a Caversham Project tárgya, amely egy főbb történelmi és régészeti kutatás volt, melyet az Otagói Egyetem irányított. Caversham 1904-ig önálló helyhatóság volt, amikor is összeolvadt a Dunedin városával. Napjainkban a város részeként, South Dunedin kerület részét képezi. Országos szinten a Dunedin South elektorátus (választókerület) része.
Caversham napjainkban túlnyomórészt lakóövezetekből áll, melyet helyenként, főleg a külváros keleti részén, ipari területek tarkítanak (főleg a Hillside Railway Workshops környékén) valamint a South Road és a Hillside Road köré csoportosulva kereskedelmi övezet húzódik. A külváros lakossága jellemzően alacsonyabb társadalmi-gazdasági státuszú emberekből tevődik össze. Caversham híres épületei szerepelnek az ország örökségvédelmi listáján, például a Lisburn House, valamint számos jelentős egyházi építmény. A külváros egy másik látnivalója a helyi háborús emlékmű, amely a Caversham School főkapuját alkotja. Ez az iskola egyike annak a két általános iskolának, melyek a külvárosban találhatóak. Cavershamben található még egy speciális szükségletek kielégítésére alkalmas iskola is a csökkent, vagy megváltozott testi képességekkel rendelkezők számára. A külvároshoz legközelebbi középiskolák a St Clair elnevezésű külvárosban találhatóak, mintegy 1 kilométernyire délre.
Caversham erős gyökerekkel rendelkezik a különböző sportok terén és itt található a Carisbrook, amely Dunedin egyik legjelentősebb sportlétesítménye. A külváros ad otthont a Southern Rugby Football Clubnak, valamint névadója a  Caversham Football Clubnak. Számos híres sportolót fűznek szoros szálak Caversham külvárosához, úgy, mint a krikettjátékos Clarrie Grimmettet, valamint a rögbi unióban ügyintéző szerepet betöltött apát és fiát; "Old Vic" Cavanaght és fiát "Young Vic" Cavanaght. További híres személyek kapcsolódnak még a külvároshoz, mint például a politikus Thomas Kay Sidey, az építész Edmund Anscombe, illetve a földmérő John Turnbull Thomson.

## Földrajza
Caversham Dunedin város központjától nyugatra helyezkedik el egy völgy aljában, mintegy 4 kilométernyire délnyugatra a város központjától és mintegy 2 kilométernyire fekszik a tengerparttól, ahol  St Clair külvárosa fekszik. Dél felé Calton Hill terül el, amely a Forbury Hill egyik tagja, ahol Calton Hill, Corstorphine és Kew külvárosok helyezkednek el.
Balaclava és Maryhill külvárosok északra találhatóak tőle, a hegység nyugati végéhez közel, amely Dunedin központjának északi szegélyén fut végig. Ezen vulkanikus eredetű kiemelkedések egykoron a Dunedin vulkán peremét alkották, amely egy réges-régen kialudt vulkán krátere, mely manapság az Otago Harbournak ad otthont. További közeli külvárosok még: Forbury, South Dunedin, Kensington, valamint Lookout Point.
Caversham Valley hosszú időn keresztül a városból dél felé vezető legfontosabb útvonal volt. A külváros a Dunedin Southern Motorway kezdetéhez közel fekszik, amely az 1-es főútvonal részét képezi, amely Dunedin legfőbb elérhetőségét biztosítja dél felől, valamint közel fekszik a South Island Main Trunk vasútvonalhoz. A Dunedin Southern Motorway megépítése elterelte a forgalmat a South Road felől, Caversham legfontosabb közlekedési ütőeréről.
A vasúti szállítás jelenti a külváros legfontosabb gazdasági ágát, melynek forgalma a Hillside vasúti gépgyáron keresztül halad, ami a városrész délkeleti részén fekszik, a szomszédos South Dunedin mellett. Ennek ellenére Cavershamben már 1962 óta nem állnak meg a vonatok, mivel ekkor zárták be a külváros utolsó állomását is.
Caversham északi részén a hegyoldalak kevésbé sűrűn lakottak és megmaradt a korábbi erdőborítás egy része is. Ez, valamint a meredek hegyoldalak egy természetes határvonalat képeznek Caversham és Maryhill külvárosok között. Csupán pár kanyargós út vezet keresztül ezen a határmezsgyén, köztük is a legismertebb a Glen Road, Caversham keleti végén. Ezen a ponton a külváros a hegylábak közvetlen közelében fekszik, valamint egy természetes völgy található itt, melyet a helyiek a "The Glen" néven neveznek, amely egy könnyebb útvonalat biztosít a hegyek gerince felé.
Glentől északkeletre, egy kisebb hegygerinc választja el Cavershamet a város központi részétől. igaz ritkán használják e nevet, de Montecillo Ridge néven ismert a kiemelkedés, amely az egykori telepes W.H. Reynolds régebben itt állt kúriájáról kapta a nevét. Gyakran  "Hillside" néven hivatkoznak rá, William Cargill százados, a város alapító atyjának háza után, amely itt állt egykoron. Erről a gerincről kilátás nyílik a Csendes-óceán felé húzódó síkságra, ami a helyiek által használt nevén az úgy nevezett "The Flat". A South Road megkerüli a hegylábat és összeköttetést biztosít a  Princes Street déli végével. A hegygerinc innenső oldalán található, a Dunedin Southern Cemetery, ami Dunedin város egyik legrégebbi temetője.

### Lookout Point

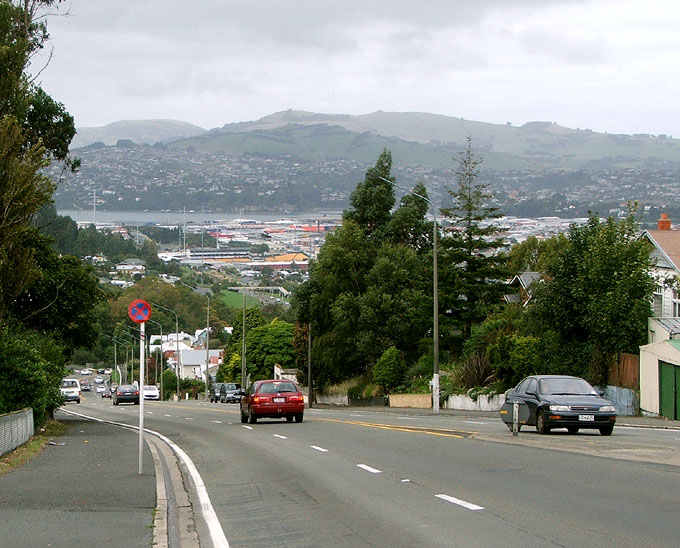
Lookout Point felől nézve, a Caversham Valley Road gyorsan ereszkedik lefelé. A kép South Dunedin felől mutatja a kilátást az Otago Harbour felé, míg a háttérben az Otago-félsziget látható.

A Caversham Valley felett húzódik a külvárost övező meredek dombok gerincén Lookout Point. Lookout Point felől délnyugati irányban nyílik kilátás a környező külvárosok irányában Burnside és Green Islandtól Saddle Hillig, akárcsak kelet felé Dunedin belvárosának déli része felől az Otago Harbour és az Otago-félsziget irányában.
Lookout Point területén a legjelentősebb épület a helyi tűzoltóság épülete, amely mind Cavershamet, mind pedig Green Islandet kiszolgálja. Ez az 1956-ban épült épület közvetlenül a hegygerinctől északra helyezkedik el és a Dunedin felé vezető úton egy fontos látnivalónak számít. A tűzoltó laktanyától nem messze, északkeleti irányban áll Dunedin és egyben ÚJ-Zéland legmagasabb fája, amely egy eukaliptusz (Eucalyptus regnans), mintegy 80 méteres magassággal. A Dunedin Southern Motorway hivatalosan a Lookout Pointnál lévő hegygerincen kezdődik, Calton Hill és Maryhill között és Green Island irányában halad tovább Mosgiel és a Taieri-síkság érintésével.
Lookout Point ad otthont a korábban Caversham Industrial School néven fenntartott intézménynek, amelynek egykori épülete a tűzoltóságtól északkeletre helyezkedik el, a  Mornington Road mentén. Az intézményt 1869-ben alapították, majd később fiúiskola lett, végül napjainkban felnőttképzési központként üzemel tovább. Lookout Point főbb útvonalai a következők: South Road, Caversham Valley Road, Riselaw Road, valamint a Mornington Road.
Maori nyelven Lookout Point neve Ko Raka-a-runga-te-raki. Itt temették el  Rangi-Ihia törzsfőnököt a 18. század végén, aki a Kati Mamoe nemzetség törzsfőnöke volt és nagyban hozzájárult ahhoz, hogy Kai Tahu és Kati Mamoe iwi (nemzetség) csatlakozzanak egymáshoz.
Egy 3,4 hektár kiterjedésű erdőrezervátum helyezkedik el a völgy felső részén a Caversham Valley területén, Lookout Point mellett. A területet 1994-ben vásárolta meg a Dunedin Városi Tanács a Royal Forest and Bird Protection Society támogatásával. Az erdőterület számos őshonos madárfajnak és gerinces állatnak ad otthont, többek közt karmos féreglábúak egy fajának, melyről úgy tartják, hogy Dunedin környékén endemikus élőlény.

## Történelme

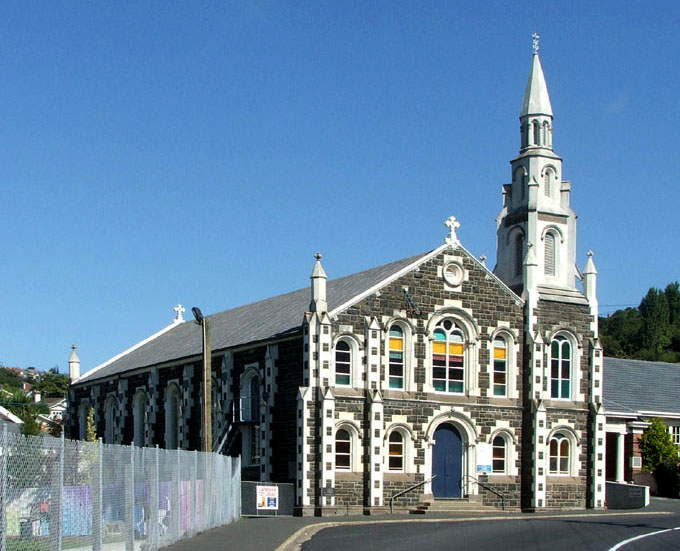
Caversham Presbiteriánus templom

A területet egy családtagjának szülőhelye, az angliai Berkshire-megyei Caversham (ma Reading külvárosa) után nevezte el William Henry Valpy, a vagyonos telepes, akinek földjei a Forbury Hill lábainál terültek el, a mai Saint Clair városrész területén. Valpy nevét ma egy közeli utca őrzi.
Dunedin korai időszakában szinte lehetetlen volt a Caversham Valley megközelítése esős időjárás esetén, csak nagy kerülők útján lehetett eljutni ide a hegyet megkerülve. Valpy oldotta meg ezt a problémát, amikor is fizetett a munkásoknak azért, hogy a Princes Street felől egy utat építsenek idáig, az ő Forburyban álló farmjáig. Ez alkotta a lassanként kialakuló külváros úthálózatának későbbi gerincét. Az út a Glen körül kanyarodott el, ahol meg kellett kerülnie egy nagyobb kiterjedésű mocsarat, a helyet, ahol napjainkban a Carisbrook sportpálya található.

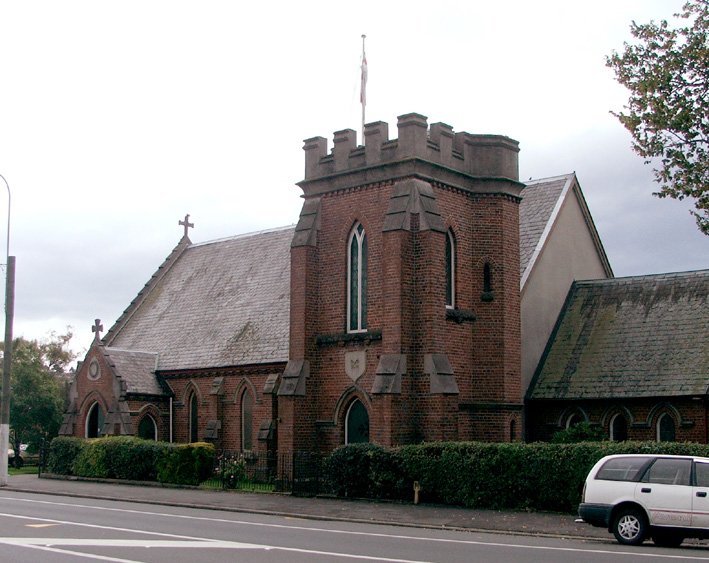
A Szent Péter anglikán templom a Hillside Road mentén

A letelepedés folyamata lassan haladt, habár már akkoriban is kedvelt útvonala volt Caversham Valley a városból dél felé tartóknak. A közép-otagói aranyláz 1861-ben gyors változásokhoz vezetett, amikor is több ezer ember kezdte el használni ezt az útvonalat az aranymezők felé és onnan visszafelé tartó útjuk során. A külváros ekkor kezdett el gyorsan terjeszkedni és az első hotel, az Edinburgh Castle Hotel épülete is ekkor, 1861-ben épült. Az évtized végére, Cavershamnek önálló iskolája, postahivatala, lőtere, valamint egy anglikán és egy presbiter egyháznak felszentelt temploma is volt. A baptisták által használt templomot 1872-ben építették.
Számos karitatív szervezetnek voltak ingatlanjai Cavershamben, beleértve az invalidusok által működtetett Otago Benevolent Institution, valamint az IHC New Zealand központját a Kew Parkban. A Királyi Új-Zélandi Vakok Alapítványa birtokában szerepel a mai napig a Hillside Roadon lévő ingatlanjuk.

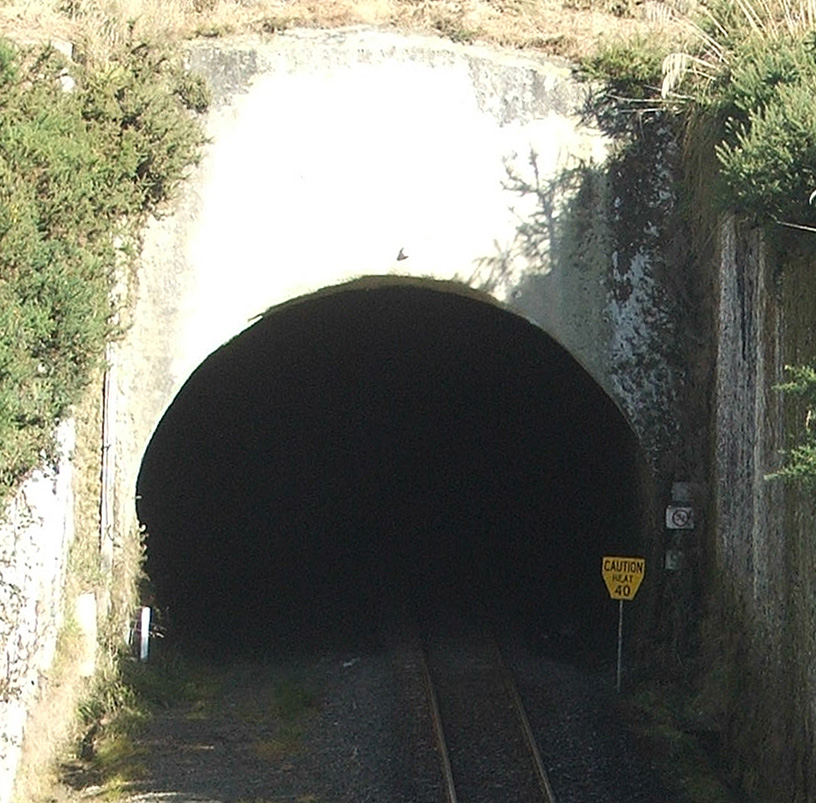
A Caversham vasúti alagutat egykoron két vágány befogadására tervezték, ám mára csak egy vágány maradt használatban.

A területen az ipar legkorábbi képviselői között volt a C & W Sheil's téglagyár, amelynek üzemei megtalálhatóak voltak még Forbury, St Clair területén is, valamint a Caversham Gasworks, amely 1882-től működött 1909-ig. A gázművek utolsó épületei ipari műemléknek számítottak és egyúttal helyi látnivalókként is számon tartották őket, egészen a hetvenes-nyolcvanas években megépült elkerülő építéséig, mert ekkor elbontották azokat. Cavershamben további korai ipari vállalatok működtek még a sörgyártás, a gyufagyártás és a bőrkészítés terén.
A South Island Main Trunk megépítése 1871-ben megkönnyítette Dunedin déli részének elérhetőségét és a vasútvonal miatt építették meg a Lookout Point alatt átvezető 865 méter hosszú alagutat is, amely Cavershamet köti össze Green Islanddel. Egy második, az elsővel párhuzamosan futó 1407 méter hosszú alagutat építettek 1907-ben, ahová 1910-től átterelték a vasútvonal teljes forgalmát. Cavershamet saját vasútállomás szolgálta ki, melyet 1962-ben bezártak. Régóta húzódó kampányolás folyik azért, hogy a napjainkban már nem használt alagúton keresztül kerékpárút vezessen, noha e tervezet soha nem élvezett igazán széleskörű támogatást a városi tanács részéről.
Az 1870-es évekre Caversham népessége jelentős emelkedésnek indult és 1877-ben már 4 000 lakosa volt, majd várossá nyilvánították. Városi státuszát egészen addig megőrizte, amíg 1904-ben végül össze nem vonták Dunedin városával. A város területéhez tartozott korábban a mai Forbury és Saint Clair városrészek területe is, illetve Caversham mai területe is.

### Caversham Project
Dunedin déli részének és a környező részeknek a korai történelme képezi a tárgyát annak az Otagói Egyetem által lefolytatott kutatási projektnek, amelyet a legtöbben csak egyszerűen a Caversham Project néven ismernek. Az elmúlt harminc év során egy részletes adatbázis jött létre, amely Dunedin déli részének korai történelmét öleli fel, amelynek kereszttüzében Caversham áll. Ez az adatbázis egyedülállónak számít a méretei miatt, az új-zélandi és ausztrál történelmi kutatások terén, mivel mintegy 9,4 gigabyte adatot tartalmaz, amely hozzájárul Dunedin korai időszakának társadalomgazdasági és népességi jellemzőinek átfogó megismeréséhez.
A kutatás többcélú mivolta miatt információkat lehet belőle kinyerni egyebek mellett a várostervezés és a nemek kutatása terén. Akár minőségi, akár mennyiségi elemzésekhez használják fel a kutatás adatait, mindig jelentős mennyiségű személyes történelem kerül felszínre, amely lehetővé teszi, hogy Új-Zéland korai városiasodásáról élénkebb, részletesebb képet kapjunk. A projekt eredményeképpen számos könyv született már, többek közt Sites of Gender: Women, Men and Modernity, 1890–1939, B. Brookes szerkesztésében, A. Cooper, és R. Law (Auckland University Press, 2003), valamint a Class and Occupation: The New Zealand Reality E. Olssen és M. Hickey tollából (University of Otago Press, 2005).

## Önkormányzat
A város születése idején, a Caversham Road Board vezette Cavershamet. Ez a szervezet szolgált a város tanácsaként egészen 1877 májusáig, amikor is várossá vált hivatalosan is a település.  Caversham városa 1904 novemberéig létezett önálló városként és ezalatt az idő alatt jóval nagyobb terület tartozott hozzá, mint, amit a jelenlegi városrész magába foglal. Hozzá tartozott többek között Saint Clair, South Dunedin, Kew, valamint Kensington java része, továbbá egészen a csendes-óceáni partvonalig ért délen és az Otagói kikötőig keleten. A város egykori vezetőinek nevét ma számos utcanév őrzi, ilyen egykori polgármester például Robert Rutherford, William Bridgman, illetve Thomas Kay Sidey.
A Dunedin City Council (Dunedin Városi Tanács) fennhatósága alá tartozik Caversham; South Dunedin választókerület keretein belül, mely egyike a város hat választókerületének. Ez a választókerület fedi le az egyik legjelentősebb méretű részt a Dunedin körüli elővárosi zónából, valamint az Otago-félsziget teljes területét. E választókerületből delegálnak a 14 tagú városi tanácsba 4 képviselőt.
Caversham régen önálló választókerület volt 1866-tól 1908-ig. A parlament képviselői között szerepelt többek közt Thomas Kay Sidey, valamint az ország későbbi miniszterelnöke,  Robert Stout. 1908 óta Caversham számos választókerület részét képezte és jelenleg a Dunedin South választókerülethez tartozik. 2014-ben a kerület képviselője az országgyűlésben a munkáspárti Clare Curran volt.

## Politikai élete
A terület baloldali politikai beállítottsága visszatükröződik a helyi választási eredményekben is. A Dunedin South választókörzet, aminek Caversham is a része, általában az Új-Zélandi Munkáspárt jelöltjeit választja meg képviselőnek, valamint további balközép jelölteket. A 2008-as Új-Zélandi parlamenti választás során az érvényes szavazatok 54,8 százalékát szerezte meg a munkáspárt jelöltje a külváros két szavazókörében, míg a szavazatok további 10,4 százaléka oszlott meg három főbb balközép párt jelöltjei között (az Új-Zélandi Zöldpárt, az  Alliance, valamint a Jim Anderton Progresszív Párt között). Az ezen pártok között megoszló szavazatok aránya a teljes Dunedin South választókerületen belül elérte a 46,7 százalékot a munkáspárt jelöltjét tekintve, míg a másik három párt 9,4 százalékot ért el. Ezt az országos eredményekhez viszonyítva elmondható, hogy Caversham és a Dunedin South választókerület egészét tekintve is magasabb eredményt ért el a munkáspárt, mint az országos átlag (34,0%), míg a másik három párt országos szinten 7,7%-ot ért el a választáson.

## Népesség
Míg Dunedint főleg skót telepesek népesítették be, addig Caversham korai lakói többnyire angolok voltak. Ez bizonyos fokú szembenálláshoz vezetett a városi tanács és Caversham vezetése között a korai időkben, mivel Caversham népessége főleg anglikán, metodista és baptista volt, míg Dunedin többsége presbiteriánus volt. Ennek ma már szinte nyomát sem lehet találni a modern Cavershamben, bár az utcanevek angol megyék és telepesek neveit örökítették át az utókorra.
Caversham külvárosában az alsó középosztály és a munkásosztály tagjai telepedtek meg legfőképpen. Számos korai telepese e vidéknek szakképzett, vagy félig képzett kereskedő volt. Cavershamet egy időben úgyis nevezték, hogy az ácsok városa ("The carpenters' borough"), mivel számos jól képzett munkás állt alkalmazásban az építőipar terén a településen. A társadalmi és vallási összetétele alapvetően befolyásolta Caversham politikai életét az idők során és az egyenlőségen és az emberiességen alapuló politika valósult meg a város döntései során.
Caversham lakói közül sokan még ma is az alacsonyabb társadalmi-gazdasági rétegek tagjai közé tartoznak és arányuk magasabb a szomszédos külvárosokkal összevetve.  Egy 2007-ben a Dunedin Városi Tanács által készített jelentés szerint a külváros lakóingatlanjainak viszonylag magas aránya (39%) egy-, vagy kétszobás, fürdőszobával ellátott ingatlan.
Caversham népessége 2006-ban 5 058 fő volt. A külváros lakói között az idősebb korosztály tagjainak aránya némileg magasabb, mint az Otago külvárosában mérhető átlag, mivel a lakosság 15,8 százaléka 65 éves, vagy ennél idősebb. Az Otagóban mérhető népességaránynál nagyobb itt a maori, vagy csendes-óceáni szigetekről elszármazott felmenőkkel bíró lakosok aránya, mivel itt 10,3 százalékban képviseltetik magukat jelen népcsoportok, addig Otagóban ugyanez az arány 4,4 százalék. Caversham területén közel kétszerese az egy szülő által nevelt gyermekek száma (26,5%), mint Otagóban. A saját tulajdonú lakóingatlanok, személyautók és a különböző infrastrukturális elemekkel való ellátottság aránya is alacsonyabb Cavershamben, mint Otago külvárosában.

## Oktatás

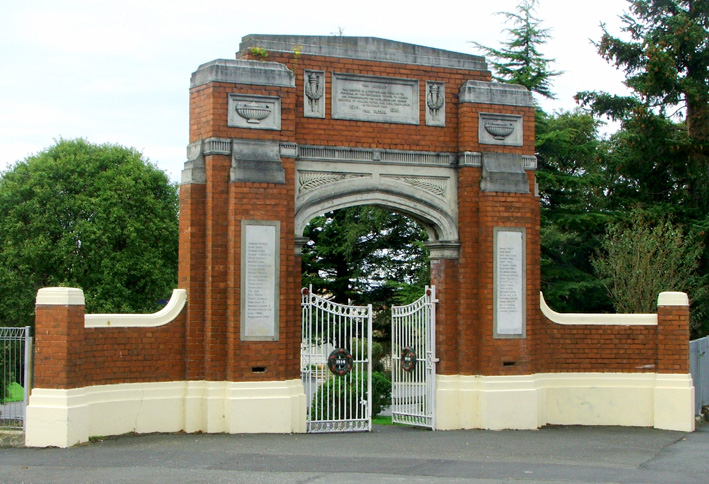
A Caversham Primary School kapuja, amely egyúttal a külváros háborús emlékhelyeként is szolgál.

Cavershamben nincs középiskola, ugyanakkor két általános iskola és egy speciális igényekkel rendelkezők számára szolgáló iskola azonban van a külvárosban. A Caversham Primary School, a  South Road és a Surrey Street sarkán található, 1921-es átadása óta. Az iskola elődje az 1860-as években nyitotta meg kapuit és jelenleg mintegy 80 tanuló jár a falai közé. Az1920-as években emelt iskolaépület téglából készült épületét később lebontották, majd 1961-ben új épületet építettek a helyén, mivel szerkezetileg a korábbi épület már nem volt megfelelő állapotban. Az iskola kapui azonban megmaradtak és egyúttal ezek szolgálnak a külváros háborús emlékműveként is.
A College Street School, a South Road kereskedelmi övezetétől délre, a Caversham Primary School korábbi épületének helyén épült fel.1959-ig hivatalosan a Caversham Primary School részét képezte, majd önálló intézménnyé vált és manapság mintegy 250 diák tanul itt. A harmadik oktatási intézmény, a Sara Cohen School a Rutherford Streeten, melyet 1926-ban alapítottak. Ezen intézményben tanulhatnak azon diákok, akik valamilyen okból különleges oktatási módszer igénybevételére szorulnak. Az ide járó tanulók életkora az általános iskolás korosztálytól kezdve, egészen a felnőttekig bezárólag több korcsoportba tartozó diákból áll. Az iskolát Mark Cohen későbbi felesége után nevezték el, aki a város tanácsosa volt, valamint a női egyenjogúság szószólója, továbbá az Evening Star újság szerkesztője volt 1893-tól 1920-ig. 1889-ben, Mark Cohen jelentős szerepet töltött be Új-Zéland első óvodájának megalapításakor.
Mind a Rutherford Streeten (a Kew Parknál), mind pedig a South Road mentén (a kereskedelmi övezettől keletre) óvodák és napközik is találhatóak, valamint számos iskolai előkészítő intézmény megtalálható a külvárosban, illetve további általános iskolák érhetőek el a szomszédos külvárosokban  Forbury és Saint Clair külvárosokban, Cavershamtől közvetlenül délre. A legközelebbi középiskolák a Queen's High School valamint a King's High School, Saint Clair és South Dunedin határán találhatóak, mintegy 1 kilométernyire délre.

## Gazdaság

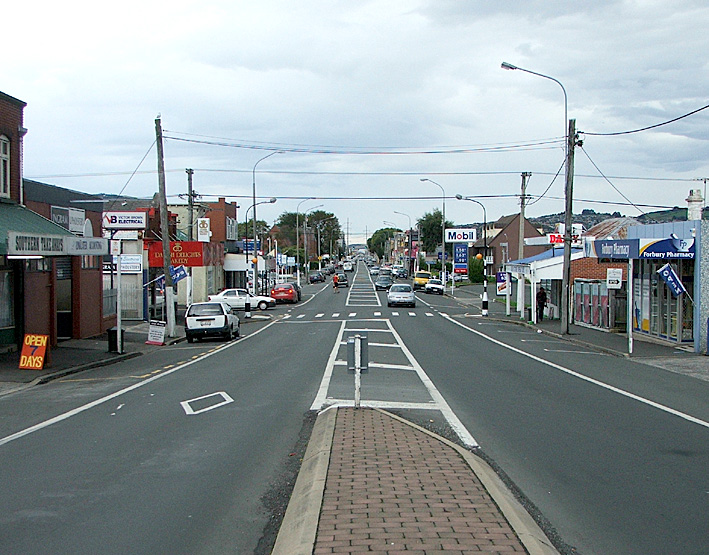
A Hillside Road képe kelet felé a Forbury Corner felől fotózva

Caversham korai időszakában az iparosodás jellemezte leginkább a külvárost, de nagy számban voltak már itt megtalálhatóak a lakóövezetek is. A népességen belül nagy számú kereskedő és kézműves is volt és mind a nagyobb ipari cégek, mind pedig a kisebb vállalkozások hamar megtelepedtek itt. A helyi ipart a huszadik század elején a téglagyártás, a gázművek, a sörgyárak, a malomipar, a fémmegmunkálás, több pékség, egy tímárüzem, cipészek, valamint a Rutherford's Wax Vesta gyufagyár a Forbury Cornernél képviselték. 1900-ban a South Road-David Street-Forbury Corner által közrezárt területen 50 vállalat telephelye volt megtalálható.
Napjainkban a külváros főleg lakóövezetekből áll, habár kereskedelmi zóna és iparterületek is megtalálhatóak itt. A kereskedelmi övezet főleg a South Road mentén helyezkedik el, a  Caversham Valley és a David Street közt, amely terület kiterjed a David Street és a Hillside Road nyugati vége felé is (A Forbury Cornert időnként, Kew Corner néven is nevezik). A South Road mentén és tőle keletre található néhány üzlet  Carisbrook közelében. A Hillside Road mentén a könnyűipar telepedett meg, főleg South Dunedin felé közeledve, valamint a autógyártás, az autókereskedések, egy kötélgyár, valamint egy temetkezéssel foglalkozó cég található ezen a részen. Dunedin egyik legnagyobb kiterjedésű iparterülete a Hillside vasúti gépgyár és környéke, amely a Hillside Road keleti végét uralja, további kisebb iparterületekhez közel.  Ezen túlmenően ez South Dunedin bevásárló központja.
Cavershamben négy hotel található – ami jelentősen kevesebb, mint a korábbi években. Ezek a Carisbrook Hotel, a sportpályához közel, melyről a nevét is kapta, a Mitchell's Tavern a South Road kereskedelmi zónájában, a Waterloo Hotel a Forbury Cornernél, valamint a Fitzroy Hotel a Hillside Roadon a Bathgate Park mellett.

## Sport

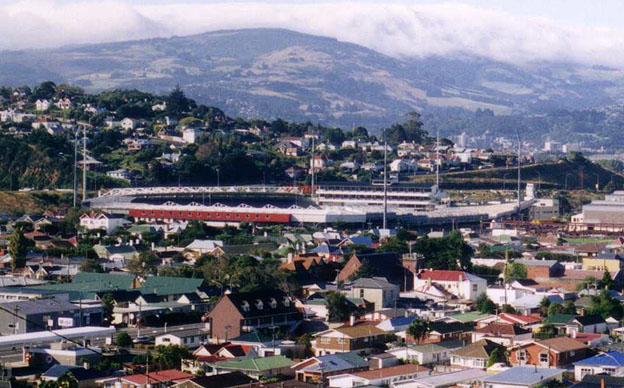
Caversham felől észak felé, Carisbrook irányába nézve, a Forbury Hill lejtőiről. Balra a Hillside Road egy része látható, míg a vasúti pályaudvar vége látható a kép szélén, jobboldalt, középen.

Carisbrook, a város korábbi sportlétesítménye Rögbi Szövetség csarnoka és egyben a korábbi krikettpálya, amely a The Glen és a Hillside vasúti gépgyár közt található. Ez volt az Otago Rugby Union otthona egészen addig, amíg 2011-ben át nem adták az új stadiont until a North Dunedin területén, (a Forsyth Barr Stadium, az University Plaza mellett). Az új stadion ad otthont azóta az Otago Rugby Union és a Highlanders, amely a Super Rugby franchise tagja és amely a pálya költségein gyakran nézeteltérésbe keveredik az Otagóval. Carisbrook jövője bizonytalannak tűnik, mivel számos korábbi sportlétesítmény felszámolás alatt áll, vagy már meg sincs.
Carisbrookon kívül, a külvárosban még vannak sportlétesítmények a Bathgate Parkban, amely Caversham és South Dunedin határán fekszik, délkeleti irányban. Számos nyílt térség alkalmas a városrészben a különféle szabadtéri sportok űzésére, mint például a Kew Park a Forbury Cornernél, valamint a Sidey Park és a környező ligetes terület az elkerülő északi szakasza mentén, valamint teniszpályák találhatóak a Kew Park közelében a Thorn Streeten. A Kew Parkban található a környék egyik jelentősebb  pétanque pályája.
További sportágak képviselői is jelen vannak a külvárosban, mint például a Caversham Football Club, amely az egyik legsikeresebb futballcsapat Dunedinben. Caversham csapata bejutott a Chatham kupa elődöntőjébe három alkalommal és a hetvenes években számos szezonban az Új-Zélandi Labdarúgó Ligában játszott. Legjobb eredményét itt 1975-ben érte el a csapat, amikor is összetettben a negyedik helyet szerezte meg. A csapat játszott a kupa utolsó szezonjában is, 2003-ban. Nevével ellentétben, a Caversham a Tonga Parkban játszik, amely a szomszédos városrészben, Forburyben található, melyet megosztanak a Carisbrook-Dunedin Cricket Clubbal. Cavershamben található Dunedin egyik legnagyobb atlétikai klubja is.
A Southern Rugby Football Club, rögbiklub, a Bathgate Parknál, Caversham délkeleti részén található. A Southern általánosságban Dunedin erősebb csapatai közt szokott szerepelni és az  Otago bajnokcsapata volt több, mint 20 alkalommal. A klub a Caversham és a Pacific klubok összeolvadásakor jött létre  1899-ben. A Southern játékosai több, mint húsz alkalommal kerültek be az All Blacks közé, többek közt Stephen Bachop, Stu Forster, Jamie Joseph, Laurie Mains, valamint Gary Seear.

## Látnivalók

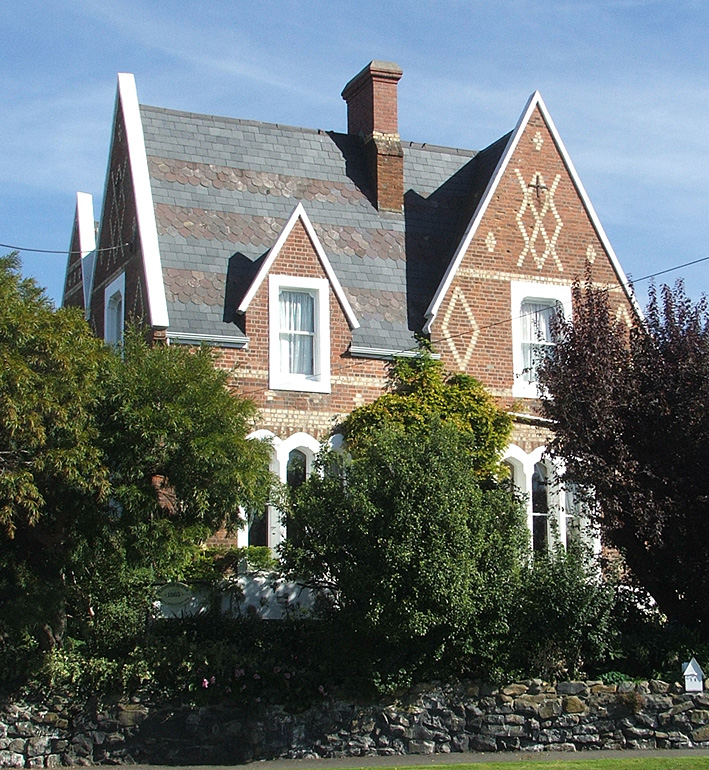
A Lisburn House

A Hillside vasúti gépgyár uralja Caversham délkeleti részét és a szomszédos külváros,  South Dunedin egy részét is. 1875-ben hozták létre, gépgyár képezi a legfőbb vasúti járműépítő és -javító üzemet a Déli-szigeten. Az üzem területe 8 hektárnyi alapterületet ölel fel.
A vasúti gépgyártól északra található Carisbrook, Dunedin korábbi sportcsarnoka. A létesítményt 1883-ban adták át a közönségnek és mintegy 35 000 fő befogadására volt alkalmas. Elsődlegesen a rögbicsapat használta, de rajtuk kívül például a krikettezők is hasznát vették. Az új városi stadion 2011-ben történt átadásával azonban elveszítette jelentőségét és a bontási munkálatok 2013-ban kezdődtek. A pályát a korábbi gyarmati telepesről, James Macandrew után nevezték el, miután Anglia déli részén Wight szigetén álló kastélyának neve Carisbrooke Castle volt.
Cite web-hiba: a title paramétert mindenképpen meg kell adni! (angol nyelven). Register of Historic Places. Heritage New Zealand
A Lisburn House az egyik legjobb állapotban fennmaradt városháza épület Új-Zélandon az 1860-as évekből. Napjainkban panzióként működik. Az épület 1865-ben épült, a Fulton család számára, akik egy telepes család voltak, akinek birtoka az úgy nevezett "Ravenscliffe" birtok a Taieri-síkságon állt. A családi házat a család egykori szülővárosa után nevezték el, az Észak-Írországban található Lisburn után. Ma az új-zélandi örökségvédelmi listán I-es kategóriájú védett épületként szerepel.  William Clayton tervezte a tizenkét szobás épületet. Két másik II. kategóriás örökségvédelmi státusszal rendelkező épület is található a Fitzroy Streeten: a Faringdon Villa, illetve egy névvel külön meg nem nevezett ház.
Caversham további látnivalói között találjuk a külváros templomait. A presbiteriánus templom a Thorn Streeten áll, durván félúton a South Road kereskedelmi övezete és a Forbury Corner között. 1883-ban épült, miután az előző épület, amely itt állt, a tűz martalékává vált. A jelenlegi épületet T. B. Cameron tervezte.
Caversham Szent Péternek tiszteletére felszentelt anglikán temploma a Hillside Road mentén áll. Az épületet H. F. Hardy tervezte, alapkövét 1882-ben tették le. Eredetileg toronysisakkal készült volna el, de a torony rossz alapozása miatt ez végül sohasem készült el.
Caversham baptista temploma a South Road és a Surrey Street utcák sarkán helyezkedik el, közel Caversham Schoolhoz. Szokatlan a dunedini építészetben, hogy a templom hagyományos, klasszicista stílusban épült és téglából készült oszlopai négyzet alaprajzúak. A templom alapkő letétele 1906-ban volt. A korábbi baptista templom épületében a Playfair Streeten ma Gospel Hall működik.
A South Dunedin Wesley Methodist Church épülete a Hillside Road mentén állt. Az épületet 1893-ban építették, majd 2009 óta a lebontás fenyegette, majd végül 2017-ben bontották le.

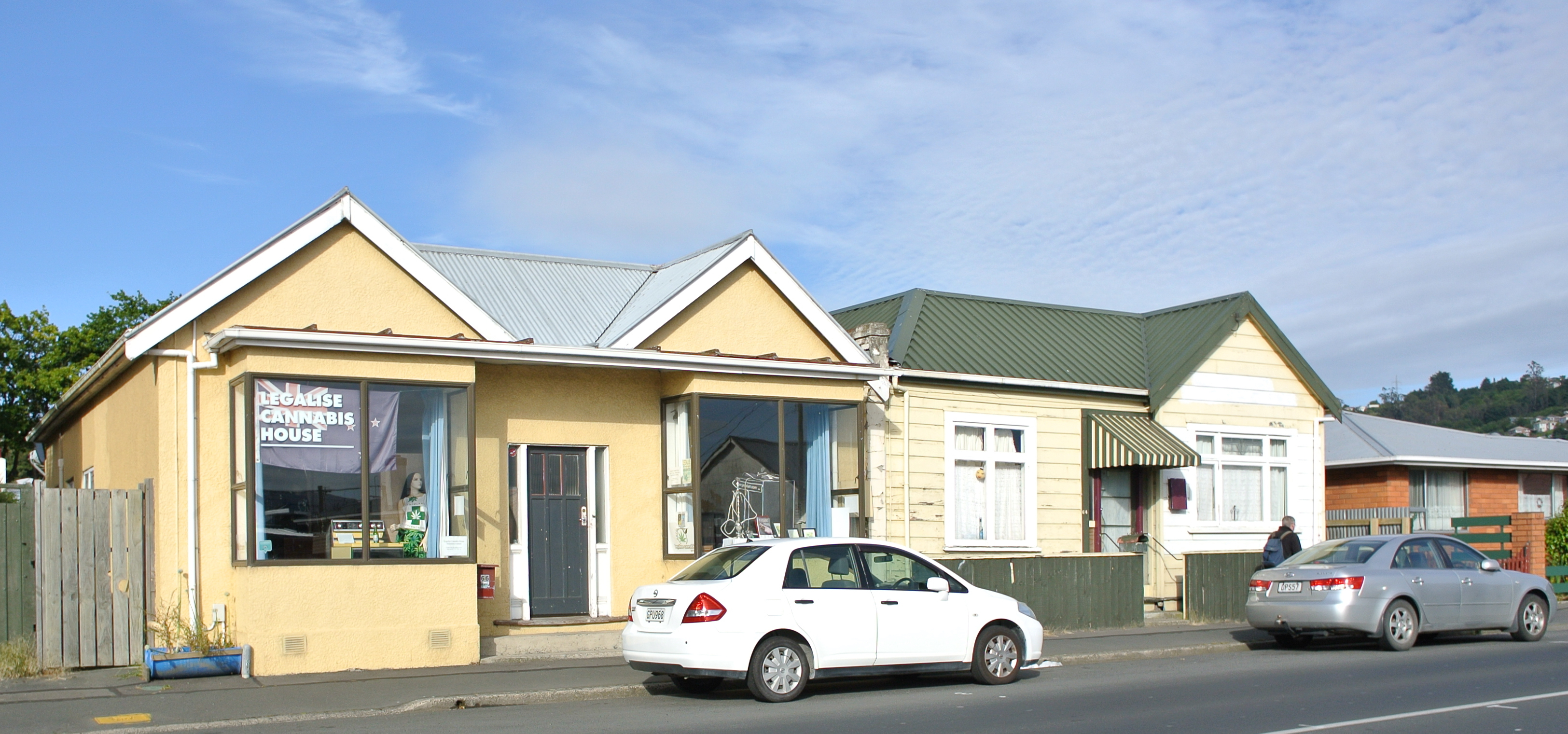
A Whakamana Cannabis Museum épülete

2013 októberében nyitott meg a külváros talán legellentmondásosabb fogadtatású intézménye, a Whakamana Cannabis Museum, amely Új-Zéland első olyan múzeuma, ami a fűhasználattal kapcsolatos ismeretek terjesztésére lett kitalálva. A marihuána fogyasztás azonban továbbra is illegális Új-Zélandon, bár egyre nagyobb elfogadottság övezi a társadalom részéről és újabban már nyílt viták tárgyát képezi. A múzeumot egy korábban lakóházként használt épületből alakították ki a David Streeten. Létrehozásának célja az volt, hogy egyfajta információs központként működjön a fűhasználat múltjáról és az ezzel kapcsolatos törvénykezésről, valamint itt található az Aotearoa Legalise Cannabis Party országos központja is, amely egy kisebbségi politikai törmörülés.

## Híres személyek

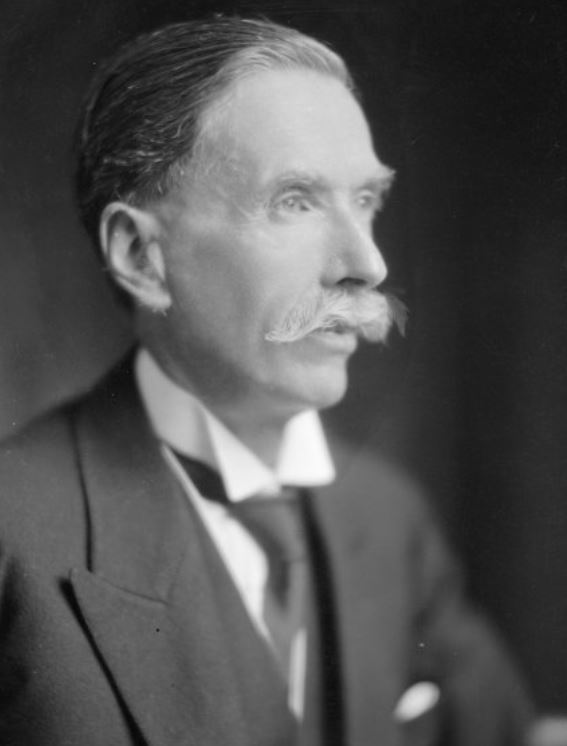
Thomas Kay Sidey portréja

Caversham területének híres személyiségei közé tartoznak többek közt a Sidey család tagjai, akik közül többen töltöttek be helyi és országos szintű politikai pozíciókat. Köztük volt Thomas Sidey, Új-Zéland főkormányzója volt 1928–31 közt. A Sidey Park, Caversham elkerülő északi szélén, illetve a Sidey Street Corstorphine településen szintén az ő tiszteletére vették fel elnevezéseiket.
A krikettjátékos, költő, dalszövegíró és tanár Robert J. Pope (1865–1949) szintén Cavershamben született.

## Közlekedés

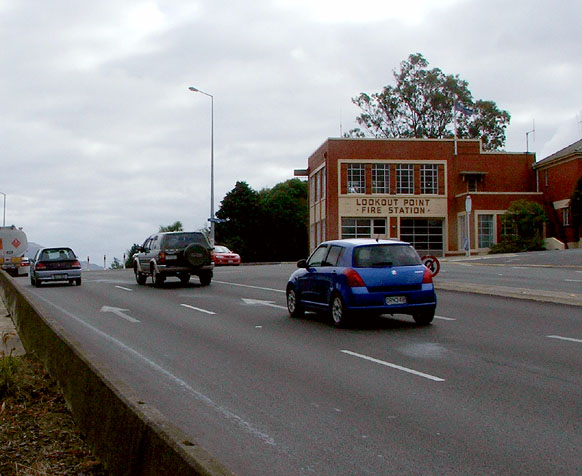
Autók haladnak délnyugat felé a Lookout Point gerincen a Dunedin Southern Motorway kezdeténél. A jobboldali téglaépület a helyi tűzoltóság épülete.

A külváros fő közlekedési ütőere a South Road, amely keleti végénél megkerüli a dombokat, mielőtt a Princes Street útvonalába torkollana Dunedin központi üzleti negyedében. Egy kisebb jelentőségű hely út köti össze a South Road útvonalát az 1-es főúttal a dombok lábánál, Carisbrooktól valamivel fentebb.
A Hillside Road, amely a South Road útvonal vezetésével párhuzamosan halad dél felé több száz méteren keresztül, az úthálózat egy olyan fontosabb ütőere, amely összeköti South Dunedin keleti végét Dunedin délnyugati külvárosaival. Nyugati végénél található a Forbury Corner elnevezésű útkereszteződés, amely összeköti a Hillside Road vonalát a külvárosi fő közlekedési utakkal Saint Clair felé a Forbury Road, míg  Corstorphine felé az Easther Crescent irányában, akárcsak a David Street útvonalával, amely fontosabb közúti kapcsolatot biztosít a Hillside Road és a  South Road között. Számos kisebb útvonal fut bele a lakóövezetek felől, melyek párhuzamosan helyezkednek el a David Street mentén a Hillside Road és a South Road közötti területen. A külváros további fontos közlekedési útvonalai még a  a Caversham Valley Road, a Playfair Street, a Surrey Street, valamint a Glen Road. Ez utóbbi Glennél található, Caversham keleti részén, amely összeköttetést biztosít a South Road valamint a dombvidéken elterülő Maryhill, Balaclava, valamint Mornington külvárosok között.
A Cavershamet elkerülő út a hetvenes évek végén és a nyolcvanas évek elején épült és hivatalosan 1987-ben adták át a forgalomnak. Jelenleg az 1-es főútvonal forgalmát vezeti el a külváros ipari területei felől, amely összeköti a külváros északi részét a város egyirányú utcahálózatával. Az elkerülő megépítésével a Caversham Valley Road közelebb került a South Road kereszteződéséhez, valamint a felső ága tovább folytatódik, mint az 1-es főútvonal egy része, amely az elkerülőt köti össze a Dunedin Southern Motorway autóúttal.
Az elkerülő megépítéséig, a South Road és a Caversham Valley Road alkották a Dunedinből dél felé vezető legfontosabb útvonalat. Az 1-es főút  érhető el a  South Roadon keresztül, ahol főleg ipartelepek húzódnak, valamint a Caversham Valley Road felől megközelíthető a Lookout Point. A kereskedelmi zónán túl a South Road megkerüli a Calton Hill szélét; míg a Caversham Valley Road egy egyenesebb útvonalat alkot, amely eredetileg a South Road végétől indult a külváros kereskedelmi övezetétől. Ennélfogva, mivel a South Road egy szakasza keresztülvág a kereskedelmi zónán, időnként úgy hivatkoznak a South Roadra, mintha az a Caversham Valley Road részét képezné. A Caversham Valley Road közlekedésbiztonságának fejlesztése és megközelítésének javítása 2011-ben vette kezdetét. A Caversham északi végénél, a kereskedelmi övezetnél  elhelyezkedő kereszteződés köti össze a South Road útvonalát az elkerülővel.
Cavershamben elővárosi vasútállomás üzemelt a "South Line" vasútvonalon, Dunedin és Mosgiel állomások között.  A vasútvonalon 1982 óta szünetel a forgalom.  A vasútállomás épületeit a vasútvonal bezárását követően pár évvel később lebontották.
Cavershamben 1880 és 1954 között működött a villamosközlekedés, amely a Hillside Road, South Road, valamint a David Street utcákat érintette. Jelenleg több helyi buszjárat útvonala szeli át Caversham utcáit, melyek a város központjával kötik össze. A Citibus és a Dunedin Passenger Transport működtet járatokat a városközpont és Saint Clair, valamint Corstorphine között, a Hillside Road érintésével, továbbá a Lookout Point irányában, a South Roadon keresztül. A Dunedinben működő tömegközlekedés további járatai járnak a The Octagon és mind Mosgiel, valamint Brighton között, a South Road érintésével. Cargill's Corner, a South Dunedin mellett, a   Hillside Road végén, fontos külvárosi csomópont a buszok számára.

## Fordítás
- Ez a szócikk részben vagy egészben  a   Caversham, New Zealand című angol Wikipédia-szócikk ezen változatának fordításán alapul.  Az eredeti cikk szerkesztőit annak laptörténete sorolja fel. Ez a jelzés csupán a megfogalmazás eredetét és a szerzői jogokat jelzi, nem szolgál a cikkben szereplő információk forrásmegjelöléseként.